# 이수충가 소장 전적
이수충가 소장 전적(李秀忠家 所藏 典籍)은 대구광역시 남구에 있는 조선시대의 책이다. 2017년 1월 31일 대구광역시의 유형문화재 제81호로 지정되었다.

## 개요
『비아(埤雅)』는 297개 사물의 명칭에 대해 설명한 책으로 조선 전기에 간행된 금속활자본이다. 인출 및 보존상태가 양호하고 전질로 잘 보존되어 있다.『이아주소(爾雅註疏)』는 중국의 유의어 사전인『이아(爾雅)』의 해설서로 조선 전기에 간행된 금속활자본이다. 인출 및 보존상태가 양호하고 금속활자본으로는 유일한 책으로 희귀한 가치를 가진다. 이 두 자료는 퇴계선생의 장서인이 찍힌 수택본(手澤本)으로 후손의 가전(家傳) 경위가 묵서되어 있어 책의 소장자와 전래경위를 알 수 있는 귀중한 자료이다.
『퇴도선생일기(退陶先生日記)』는 임인년(1542), 계묘년(1543), 갑진년(1544) 3년 동안 퇴계 이황의 일기를 한 책으로 묶은 것으로, 후대에 후손이 필사한 것으로 보인다. 한국사에 큰 비중을 차지하는 퇴계 이황의 일상사를 기록한 생활일기 가운데 남아있는 유일본이고, 또 그 내용 중에는 퇴계의 암행어사 활동 내용이 서술되어 있는 등 기존의 퇴계 연보를 보완할 수 있는 중요한 내용을 담고 있다는 점에서 학술적 가치가 높다.
『전 학봉 시고(傳 鶴峰 詩稿)』는 작품의 희소성, 글씨체의 독특성, 작품의 수준 등 여러 면에서 가치가 있다.

## 지정 내역
| 지정번호 | 명칭                                    | 재료   | 구조·형식·형태                           | 규격           | 수량     | 기타특징            |
| -------- | --------------------------------------- | ------ | ---------------------------------------- | -------------- | -------- | ------------------- |
| 81       | 이수충가 소장 전적 (李秀忠家 所藏 典籍) | -      | -                                        | -              | 4종 21점 |                     |
| -1       | 비아 (埤雅)                             | 지(紙) | 금속활자본 (초주갑인자, 혼입보자) 선장본 | 32.3×21.2cm    | 20권 5책 | 제작연대 : 1538년경 |
| -2       | 이아주소 (爾雅註疏)                     | 지(紙) | 금속활자본 (초주갑인자, 혼입보자) 선장본 | 32.3×21.4cm    | 11권 5책 | 제작연대 : 16세기   |
| -3       | 퇴도선생일기 (退陶先生日記)             | 지(紙) | 필사본 선장본                            | 19.2×28.3cm    | 1책      | 제작연대 : 조선후기 |
| -4       | 전 학봉 시고 (傳 鶴峰 詩稿)             | 지(紙) | 필사본                                   | 108.5×60.4cm외 | 10장     | 제작연대 : 1577년경 |

## 참고 자료
- 이수충가 소장 전적 - 국가유산청 국가유산포털